# Erigorgus interstitialis
Erigorgus interstitialis là một loài tò vò trong họ Ichneumonidae.